# Premi de Periodisme María Luz Morales
El Premi de Periodisme María Luz Morales és un guardó creat l’any 2016 en honor d'aquesta prestigiosa escriptora i periodista cultural, per distingir treballs periodístics ja publicats, en qualsevol de les llengües de l’Estat, que versin sobre l'empoderament de les dones i els feminismes en qualsevol dels seus vessants. L'escriptora Mª Àngels Cabré, directora de l'Observatori Cultural de Gènere, en fou la impulsora i és qui el coordina.

## Història del guardó
L'any 2016, l'Observatori Cultural de Gènere, recollint una idea de l'escriptora Mª Àngels Cabré i el periodista Lluís Reales, van instituir el guardó en memòria de María Luz Morales. El premi volia reconèixer i incentivar anualment treballs periodístics que reflexionessin, des del compromís i el rigor analític, sobre el paper de la dona en el món actual. Atorgava també un accèssit a un treball de caràcter periodístic breu en qualsevol dels altres llenguatges audiovisuals o digitals (vídeos, webdocs, podcasts, etc.). La dotació fou de 4000 i 1500 euros respectivament. En aquella ocasió hi col·laboraren la Fundació La Caixa i La Vanguardia.
Després d’atorgats els premis dels anys 2016 i 2017, seguits d'un any d'absència, la convocatòria del premi es reemprengué el 2019 amb nous mecenesː l’Observatori Cultural de Gènere s'acompanyà a partir de 2019 de la Fundació Catalunya-La Pedrera i rebé la col·laboració del diari Ara. Es mantingueren les dues modalitats, però se'n reduí la dotació, que passà a 2000 i 1000 euros respectivament.
L'any 2020 va haver de ser anul·lada la convocatòria del IV Premi per la situació de crisi sanitària. Aquesta IV convocatòria se celebrà l'any següent, incloent les publicacions fetes al llarg de tots dos períodes de 2020 i 2021 i amb nous patrocinadorsː juntament amb l'Observatori Cultural de Gènere, l'Ajuntament de Santa Coloma de Gramenet; es mantingué la col·laboració del diari Ara. El lliurament del premi es feu a partir d'aleshores a l'espai Ciba de Santa Coloma.

## Convocatòries i treballs premiats
- 2024. VII Convocatòria. Premi per al reportatge del periodista Jaume Barrull L’altra paritat penden, publicat al suplement Lectura del diari Segre, sobre la presència dels homes en les feines feminitzades. Rebé l’accèssit el reportatge La resistencia de las periodistas afganas ante la mordaza talibana, de Beatriz Lecumberri, publicat a la secció Planeta Futuro d’El País. L'acte de lliurament se celebrà el 3 de juliol a la Ciba, de Santa Coloma de Gramenet.[6]
- 2023. VI Convocatòria. Premi per al reportatge de la periodista d'origen sahrauí Ebbaba Hameida per a RTVE Afganistán, un año después. La muerte en vida de las afganas bajo los talibanes, que explica la situació de les dones a l'Afganistan dels talibans. L'accèssit fou per a Carol Espona i Isabel Ojeda per un reportatge d'Informe semanal titulat Destinos forzosos, sobre els matrimonis forçats.[7]
- 2022. V Convocatòria. Ha rebut el premi el reportatge interactiu Dones sense llar, històries de supervivència, de Claudia Frontino, publicat al diari Ara, que tracta la invisibilització de les dones pel que fa al sensellarisme. S'ha lliurat el 29 de juny a la Ciba a Santa Coloma de Gramenet. Les nostres pioneres, de Xavier de Gispert, emès a Tarragona Ràdio, ha rebut l'accèssit.[8]
- 2021. IV Convocatòria. L'acte de lliurament se celebrà el 13 de juliol a la Ciba, Espai de recursos per a dones, innovació i economia feminista, de Santa Coloma de Gramenetː «Confinadas de por vida», article de Najat El Hachmi, publicat a El País. L'accèssit fou per a «#PerAquíNoPassem», un reportatge sobre les desigualtats de gènere a la xarxa, signat per la periodista Sara Borrella i publicat a la Directa.[9][5][10]
- 2020. Anul·lada la convocatòria del IV Premi per la situació de pandèmia.[11]
- 2019. III Convocatòria. Acte celebrat a la Casa Milà (La Pedrera), de Barcelona, el 18 de juliolː «Femenino funeral: el lamentable recuento de las mujeres asesinadas durante 2017», reportatge de Cristina Fallarás, publicat al diari Público: un relat cronològic de cadascun dels casos de dones assassinades a Espanya a causa de la violència masclista al llarg del 2017 i que unes setmanes després fou llegit al Congrés per un grup de diputats i diputades en un acte de denúncia i de record. L'accèssit va premiar el documental «Crossing the river. Mujeres africanas en lucha contra la mortalidad materna», d'Emanuela Zuccalà. Publicat a l'espai 'Planeta futuro' de la web d’El País, explica les històries de tres dones de tres països africans que es dediquen a lluitar contra la mortalitat durant l'embaràs o el part.[12]
- 2018. no convocat.[3]
- 2017. II Convocatòria. L'acte se celebrà l'1 de juny a CaixaForum Barcelonaː «Les Raons d'Antígona», article de la sociòloga Marina Subirats sobre les noves maneres de fer política per part de dones que, com Ada Colau a Barcelona o Anne Hidalgo a París, estan ocupant alcaldies en grans capitals europees. Publicat a l'Ara. L'accèssit va recaure en l'article «Ellas toman la palabra», de Virginia Hernández i Raquel Quílez, amb fotografies de Javier Nadales. Publicat a El Mundo.[3][13][5]
- 2016. I Convocatòria. L'acte de lliurament se celebrà el 23 de maig a CaixaForum Barcelona: «Política eres tu», de Patrícia Soley-Beltran. Publicat a El País setmanal. L'accèssit va ser per al treball del periodista Benoît Cros «Les àvies solars de Burkina Faso», publicat en eldiario.es, sobre un projecte d'emprenedoria en el qual dones analfabetes d'entre 40 i 50 anys, allà anomenades àvies a causa de la curta esperança de vida, es dediquen a muntar panells fotovoltaics.[3]